# De moord op de woonboot
De moord op de woonboot is een tweedelig hoorspel van Rolf Petersen. De KRO zond het uit op vrijdag 19 en 26 juli 1968. De regisseur was Léon Povel.

## Delen
- Deel 1 (duur: 50 minuten)
- Deel 2 (duur: 48 minuten)

## Rolbezetting
- Robert Sobels (Rolet, directeur kunstzijdefabriek)
- Huib Orizand (inspecteur Keizer)
- Frans Somers (brigadier Luimes)
- Hans Karsenbarg (brigadier Stichter)
- Jan Borkus (Ekhard, directeur uitzendbureau)
- Harry Emmelot (rechercheur Borstlap)
- Maarten Kapteijn (dokter Regout, politiearts)
- Han König (Honke)
- Tine Medema (mevrouw Ebrand)
- Tom van Beek (dokter Ebrand)

## Inhoud
In de prille ochtend wordt de Amsterdamse inspecteur van politie Keizer opgebeld door het bureau: twee agenten waren op hun ronde langs de Amsteldijk, even voorbij de Rijksweg naar Utrecht, langs een woonboot gekomen. Er brandde licht. Voor een van de ramen hing een gordijn met rail en al naar beneden. Omdat ze dit vreemd vonden, stapten ze van hun fiets en gingen een kijkje nemen. Op de vloer van de woonboot lag een vrouw. Dood. Haar peignoir zat vol bloed. De officier van justitie vond dit een zaak die met de nodige omzichtigheid behandeld moest worden, omdat blijkens de agenda van de vermoorde jonge vrouw afspraken genoteerd stonden met prominente Amsterdammers, bankiers, directeuren van grote ondernemingen. Van een gewone roofmoord was geen sprake. Er waren geen sporen van inbraak gevonden en in de handtas van de vermoorde bleek een groot bedrag aan geld te zitten. De dader moest van de situatie goed op de hoogte zijn geweest, hij gebruikte het wapen dat op een plank bij de kapstok had gelegen en door hem daar weer was teruggelegd…